# 709
709(칠백구)는 708보다 크고 710보다 작은 자연수다.

## 수학
- 127번째 소수(素數)다. 앞의 소수는 701, 다음 소수는 719다.
  - 31번째 슈퍼 소수로, 709의 소수 순번인 127도 소수다. 앞의 슈퍼 소수는 617, 다음은 739다.
- 피타고라스 삼조의 빗변의 길이이다. ({\displaystyle 259^{2}+660^{2}=709^{2}})[a]
- {\displaystyle 709=15^{2}+22^{2}}
  - 서로 다른 두 자연수의 제곱합으로 나타낼 수 있는 수다.
- {\displaystyle 96^{4}-1}은 709로 나누어떨어진다.

## 과학
- NGC 709(영어판): 안드로메다자리 방향에 있는 렌즈형은하.

## 교통

### 철도
- 서울 지하철 7호선 장암역의 역번호.

### 도로
- 고속도로
  - 오토루트 709호선(프랑스어판): 프랑스의 고속도로.
- 기타 도로
  - 709번 지방도: 전북특별자치도 군산시 옥서면에서 성산면까지 이어지는 대한민국의 지방도.
  - 현도 제709호선

## 군사
- 709 해군 항공대(영어판): 과거 존재한 영국의 해군 항공대.
- U-709(영어판): 제2차 세계 대전에 사용된 나치 독일의 군용 잠수함.

## 문화유산
- 대한민국의 보물 제709호: 설곡시고

## 기타
- 날짜: 7월 9일
- 연도: 709년, 기원전 709년